# Pedicularis heydei
Pedicularis heydei är en snyltrotsväxtart som beskrevs av David Prain. Pedicularis heydei ingår i släktet spiror, och familjen snyltrotsväxter. Inga underarter finns listade i Catalogue of Life.